# Stephan I. (Champagne)
Stephan I. (franz.: Étienne; † 1. Juni 1019 oder 1021) war ein Graf von Meaux und Troyes (Champagne). Er war der einzige Sohn des Grafen Heribert des Jüngeren († 995/996) und dessen unbekannter Frau.
Über Stephans Regentschaft ist kaum etwas bekannt. Sein Name und der seiner Frau Ala/Alix werden lediglich mit der durch Erzbischof Sewin von Sens vorgenommene Segnung der Reliquien des Heiligen Ayoul in Verbindung gebracht, dessen Gebeine in Provins 996 geborgen wurden. Ein weiteres Mal wird er während einer Schenkung König Roberts II. an die Abtei Lagny 1019 genannt. In einem Brief derselben Abtei an Erzbischof Léotheric von Sens aus dem Jahr 1021 ist Stephans Todestag überliefert. Sein Cousin Graf Odo II. von Blois kämpfte erfolgreich um Stephans Erbe gegen den König.
| Vorgänger            | Amt                                              | Nachfolger |
| -------------------- | ------------------------------------------------ | ---------- |
| Heribert der Jüngere | Graf von Meaux Graf von Troyes 995/996–1019/1021 | Odo I.     |

| Personendaten    | Personendaten             |
| ---------------- | ------------------------- |
| NAME             | Stephan I.                |
| ALTERNATIVNAMEN  | Étienne I.                |
| KURZBESCHREIBUNG | Graf von Meaux und Troyes |
| GEBURTSDATUM     | 10. Jahrhundert           |
| STERBEDATUM      | zwischen 1019 und 1021    |